# Enter (toets)

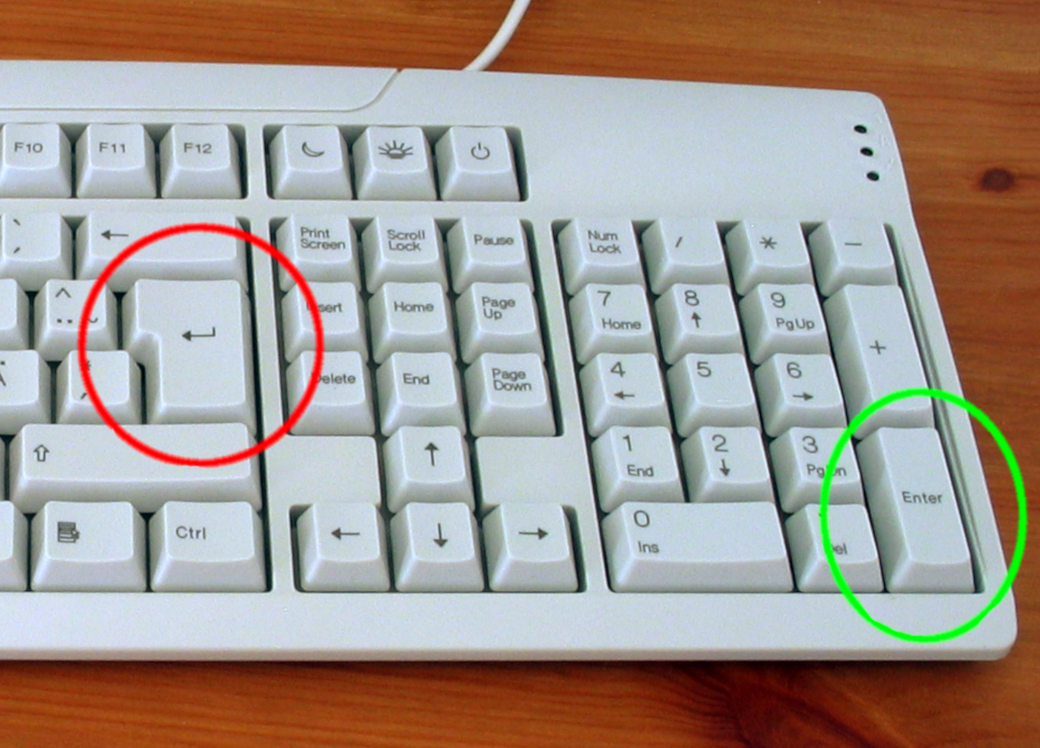
De returntoets (rood omcirkeld) en entertoets (groen) op een toetsenbord van een computer

Return (Engels voor "terugkeren") of Enter ("invoeren") is een toets op het toetsenbord van een computer, waarmee men, afhankelijk van het computerprogramma, meestal naar een nieuwe regel gaat en/of een invoer bevestigt.
De benaming "return" is afgeleid van carriage return (wagenterugloop), de Engelse term bij een typemachine om de wagen met het papier te laten terugkeren naar de rechterkant van het apparaat, zodat de volgende letters links op het papier zouden komen. Bijbehorend was een line feed nodig om op een nieuwe regel te gaan typen. Op een typemachine zonder elektrische aandrijving was er een hendel om in één handeling beide te doen. Bij elektrische schrijfmachines werd dit een toets en hieruit is de return-toets van een computer ontstaan.

## Onderscheid tussen enter en return
Op mainframe-computers wordt, in tegenstelling tot pc's, nog steeds een onderscheid gemaakt: return brengt de gebruiker naar de volgende regel (line feed + carriage return), terwijl enter de ingebrachte waarde doorgeeft van de terminal naar de centrale processor voor verwerking. Dergelijk gedrag komt ook terug in sommige softwarepakketten zoals Mathematica en Photoshop: bij het bewerken van een tekstvak wordt bij 'return' een nieuwe regel gemaakt, terwijl 'enter' het tekstvak rendert.

## Toetsenbord
Op een IBM/Windows toetsenbord (QWERTY) zijn het twee toetsen aan de rechterkant van beide delen van het toetsenbord: